# Tadeusz Kowalski (łyżwiarz figurowy)

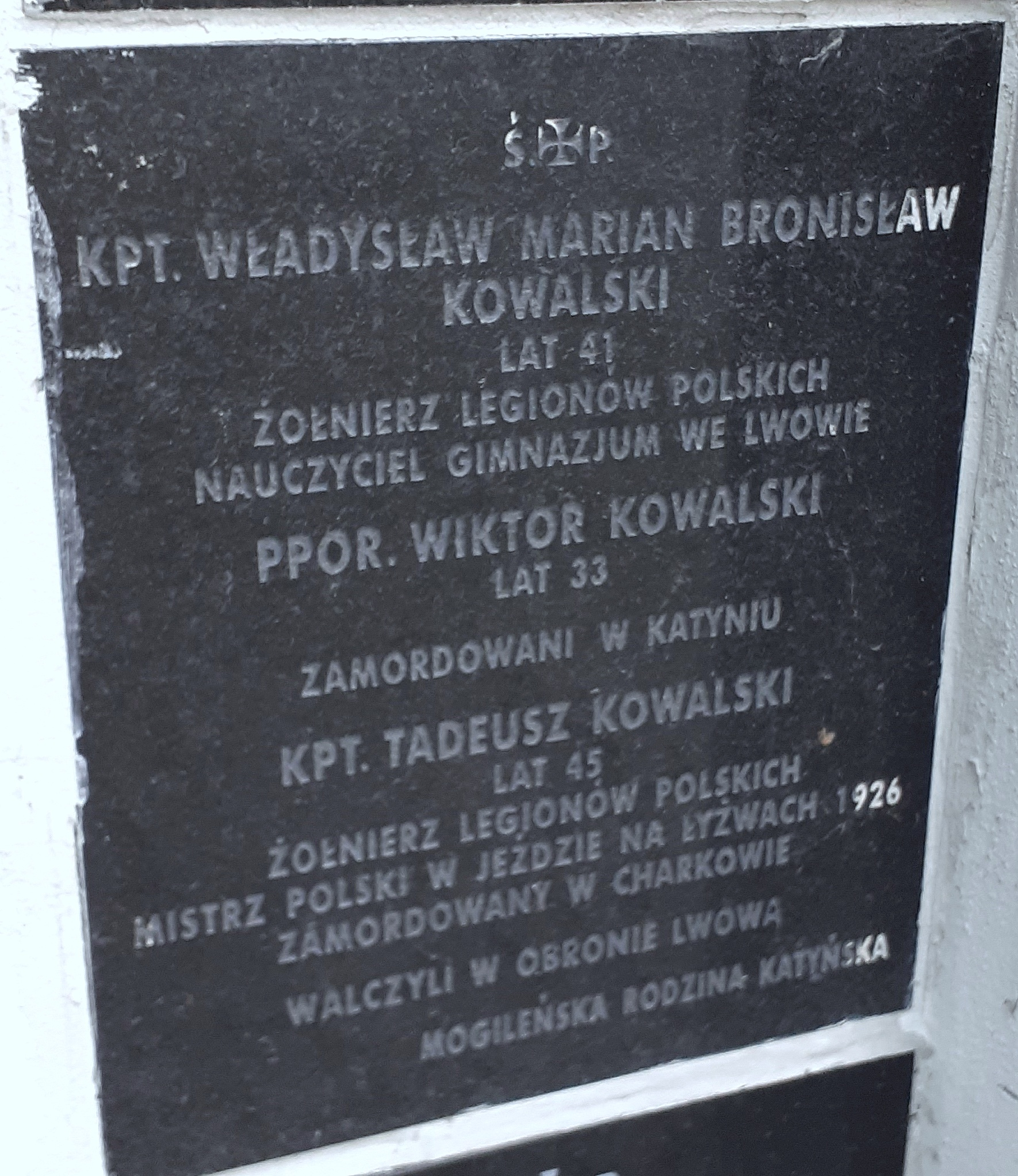
Tabliczka upamiętniająca na ścianie kościoła św. Karola Boromeusza w Warszawie

Tadeusz Sławomir Kowalski (ur. 31 maja 1894 we Lwowie, zm. wiosną 1940 w Charkowie) – polski łyżwiarz i piłkarz, kapitan administracji (artylerii) Wojska Polskiego, działacz niepodległościowy, ofiara zbrodni katyńskiej.

## Życiorys
Był synem Mieczysława i Emilii z domu Kubala. Służył w Legionach w 1 pułku artylerii Legionów, potem w austriackim 124 pułku artylerii ciężkiej.
Po zakończeniu wojny z bolszewikami pełnił służbę w 5 pułku artylerii polowej we Lwowie. 1 grudnia 1924 Prezydent RP Stanisław Wojciechowski na wniosek ministra spraw wojskowych, gen. dyw. Władysława Sikorskiego awansował go na kapitana ze starszeństwem z dniem 15 sierpnia 1924 i 3 lokatą w korpusie oficerów zawodowych artylerii. W 1928 był zweryfikowany z lokatą 2. W 1932 pełnił służbę w Dowództwie Okręgu Korpusu nr VI we Lwowie. Później, w tym samym stopniu i starszeństwie, został przeniesiony do korpusu oficerów administracji. W marcu 1939 pełnił służbę w Komendzie Miasta Lwów na stanowisku kierownika referatu bezpieczeństwa i dyscypliny.
W czasie kampanii wrześniowej 1939 – po agresji ZSRR na Polskę – w nieznanych okolicznościach dostał się do niewoli sowieckiej i przewieziono go do obozu w Starobielsku. Wiosną 1940 został zamordowany przez funkcjonariuszy NKWD w Charkowie i pogrzebany potajemnie w bezimiennej mogile zbiorowej w Piatichatkach, gdzie od 17 czerwca 2000 mieści się oficjalnie Cmentarz Ofiar Totalitaryzmu w Charkowie. Figuruje na Liście Starobielskiej NKWD pod pozycją 1634.

### Sport
Jednocześnie z karierą wojskową uprawiał kilka dyscyplin sportowych. Był piłkarzem Czarnych Lwów (w latach 1910–1928), ale największe sukcesy odniósł w łyżwiarstwie figurowym.
Wraz z siostrą Henryka Bilora, piłkarza Czarnych Lwów, Zofią Bilorówną dziewięciokrotnie zdobywał tytuł mistrzów Polski w parach sportowych (1927–1935). W 1933 wygrali mistrzostwa słowiańskie, zorganizowane w morawskiej Ostrawie, a następnie zawody w czeskiej Pradze. Byli też pierwszymi polskimi medalistami Mistrzostw Europy w 1934 (brązowy medal). Podczas mistrzostw świata zajęli 4. miejsce w 1934 i 5. w 1935. Jako łyżwiarz figurowy Tadeusz Kowalski startował w barwach Lwowskiego Towarzystwa Łyżwiarskiego (LTŁ).

## Osiągnięcia
Łyżwiarstwo figurowe – z Zofią Bilor
| Zawody             | 1927           | 1928           | 1929           | 1930           | 1931           | 1932           | 1933           | 1934           | 1935           |                |                |                |                |                |                |                |                |
| Międzynarodowe     | Międzynarodowe | Międzynarodowe | Międzynarodowe | Międzynarodowe | Międzynarodowe | Międzynarodowe | Międzynarodowe | Międzynarodowe | Międzynarodowe | Międzynarodowe | Międzynarodowe | Międzynarodowe | Międzynarodowe | Międzynarodowe | Międzynarodowe | Międzynarodowe | Międzynarodowe |
| ------------------ | -------------- | -------------- | -------------- | -------------- | -------------- | -------------- | -------------- | -------------- | -------------- | -------------- | -------------- | -------------- | -------------- | -------------- | -------------- | -------------- | -------------- |
| Mistrzostwa świata |                |                |                |                |                |                |                | 4              | 5              |                |                |                |                |                |                |                |                |
| Mistrzostwa Europy |                |                |                |                |                |                |                | 3              |                |                |                |                |                |                |                |                |                |
| Krajowe            |                |                |                |                |                |                |                |                |                |                |                |                |                |                |                |                |                |
| Mistrzostwa Polski | 1              | 1              | 1              | 1              | 1              | 1              | 1              | 1              | 1              |                |                |                |                |                |                |                |                |

## Upamiętnienie
5 października 2007 minister obrony narodowej Aleksander Szczygło mianował go pośmiertnie na stopień majora. Awans został ogłoszony 9 listopada 2007 w Warszawie, w trakcie uroczystości „Katyń Pamiętamy – Uczcijmy Pamięć Bohaterów”.

## Ordery i odznaczenia
- Krzyż Niepodległości – 6 czerwca 1931 „za pracę w dziele odzyskania niepodległości”[21]
- Krzyż Walecznych dwukrotnie[3]
- Srebrny Krzyż Zasługi – 19 marca 1931 „za zasługi na polu wychowania fizycznego i rozwoju sportu”[22]